# تسلط بر اینترنت
تسلط بر اینترنت یک پروژه نظارت گسترده است که توسط سازمان شنود الکترونیک بریتانیا یعنی ستاد ارتباطات دولت اجرای می‌شود. بودجه این پروژه بیش از ۱ میلیارد پوند استرلینگ است. بر اساس وبگاه رجیستر و روزنامه ساندی تایمز در اوایل ماه می سال ۲۰۰۹، برای اجرای این پروژه، قراردادهایی به ارزش کل ۲۰۰ میلیون پوند با پیمانکاران بسته شده بود.
در پاسخ به این گزارشات، ستاد ارتباطات دولت بریتانیا اعلامیه مطبوعاتی را در رد نظارت گسترده منتشر کرد و در آن نوشت که ستاد ارتباطات دولت بریتانیا قصد توسعه فناوری برای رهگیری همه کاربران اینترنت و تماس‌های تلفنی در بریتانیا یا همه افراد درون پادشاهی متحد را ندارد.
اما با افشاگری‌های جاسوسی گسترده (از سال ۲۰۱۳ تا کنون) توسط ادوارد اسنودن فاش شد که ستاد ارتباطات دولت بریتانیا، اطلاعات خام را (بدون فیلتر کردن ارتباطات شهروندان بریتانیا) از وب به عنوان بخشی از برنامه تسلط بر اینترنت گردآوری می‌کند.

## پیشینه
تسلط بر اینترنت بخشی از برنامه نوسازی رهگیری دولت بریتانیا است. این سیستم در سال ۲۰۰۹ توسط وبگاه رجیستر و روزنامه ساندی تایمز به این صورت جایگزینی برای برنامه‌های قدیمی ایجاد پایگاه داده مرکزی یگانه تعریف شد که شامل هزاران بازرسی ژرف بسته‌های سامانه جعبه سیاه در رساننده خدمات اینترنتی گوناگون در چلتنهام در شهرستان گلاسترشر انگلستان می‌شد که بودجه آن بدون درنظرگیری حساب اطلاعات واحد، ۱/۶ میلیارد پوند بوده که ۲۰۰ میلیون پوند آن صرف قراردادهایی با لاکهید مارتین و بی‌ای‌ای سیستم‌های اطلاعات کاربردی شده‌است.
از سال ۲۰۱۳ این سیستم، امکان تهیه رونوشت از سیگنال‌های ۲۰۰ کابل فیبر نوری در تمام نقاط ورود به بریتانیا را دارد.

## همکاری بین‌المللی

### کانادا
در اوایل سال ۲۰۰۷ رئیس سازمان اطلاعات کانادا یعنی سازمان امنیت ارتباطات کانادا به پارلمان کانادا دربارهٔ برنامه‌های فایو آیز برای تسلط بر اینترنت با همکاری با آژانس امنیت ملی ایالات متحده آمریکا و دیگر متحدان این کشور گفت که:
ما می‌خواهیم بر اینترنت تسلط داشته باشیم. این چالشی است که به تنهایی از عهده یک سازمان، چه ما باشیم چه آژانس امنیت ملی آمریکا بر نمی‌آید. ما سعی داریم این کار را با متحدان خود انجام دهیم.

### آمریکا
در سال ۲۰۱۳ روزنامه گاردین جزئیات دقیقی از کمک‌های مالی تأمین شده از سوی آژانس امنیت ملی آمریکا در تسلط بر اینترنت به عنوان بخشی از اتحادیه فایو آیز بین چندین کشور انگلیسی زبان جهان غرب خبر داد. بر اساس اسناد ادوارد اسنودن، آژانس امنیت ملی آمریکا به ستاد ارتباطات دولت بریتانیا، ۱۷/۲ میلیارد پوند برای اجرای برنامه تسلط بر اینترنت پرداخت کرده‌است.